# 甲賀町和田
甲賀町和田（こうかちょうわた）は、滋賀県甲賀市にある地名。

## 地理
甲賀市甲賀町の東南端に位置し、東は甲賀町油日、南は甲賀町上馬杉・甲賀町五反田、西は甲賀町毛枚、北は甲賀町上野に接する。
ほぼ中央を流れる和田川と、JR草津線に沿って流れる五反田川に囲まれたところに「殿山」がある。

## 歴史
平安時代の末に京都の広隆寺の荘園として和田荘が成立した。中世後期は和田氏が台頭。永禄8年（1565年）に足利義輝が三好勢に攻められて殺されると、弟で興福寺にあった一乗院覚慶（のち足利義昭）は奈良から脱出し、義輝の家臣で和田に城を持つ和田惟政のもとに避難する。このことが契機となり、義昭はのちに織田信長の力により将軍の座につき入京を果たした。戦国末期から江戸前期にかけて、和田・五反田と伊賀国の上柘植と国境をめぐる争論が発生し長く続いた。天正13年（1585年）の甲賀ゆれと水口岡山城築城によりその支配下に入ったと考えられる。

## 世帯数と人口
2023年（令和5年）12月31日現在の世帯数と人口は以下の通りである。。
| 町丁       | 世帯数 | 人口  |
| ---------- | ------ | ----- |
| 甲賀町和田 | 84世帯 | 243人 |

## 交通
- 滋賀県道51号東湯舟甲賀線

## 施設
- 殿山城跡
- 公方屋敷跡
- 和田城跡
- 善福寺

## 殿山の忠魂碑
殿山の頂上にある忠魂碑は、日露戦争に従軍し戦死した戦友を弔おうと、同じく日露戦争に従軍した高嶺の荒川徳松によって建設された。日露戦争終結後、村内の者で従軍し戦死した者を弔うために忠魂碑の建設が計画された。他村の反対もありながら軍友会、親類縁者等の応援により設立に着手した。設置場所は殿山の頂上となったが、仕上がった石碑では運搬時に疵がついてしまうため、原石のまま頂上まで運ぶこととなった。原石は鳥取産で大原市場駅まで国鉄で、そこから大八車で運んだ。原石のためかなりの重量があり、当時の運搬用具ではかなり苦労した。また、運搬の途中、カチ車の車輪の軸が摩擦熱で発火したため、バケツリレーで水を運んで冷却しながら殿山の麓まで運んだ。麓まで運んだ時には日も暮れて運搬人達が空腹を訴えたため、近くの小学校の湯沸窯を借りて米一俵の味飯を炊き上げ、これで空腹をしのぎながら頂上まで運んだ。その後石碑は油日の石工沢田太郎吉によって完成した。

## その他

### 日本郵便
- 郵便番号 :520-3422[3]。